# Sofiegatan

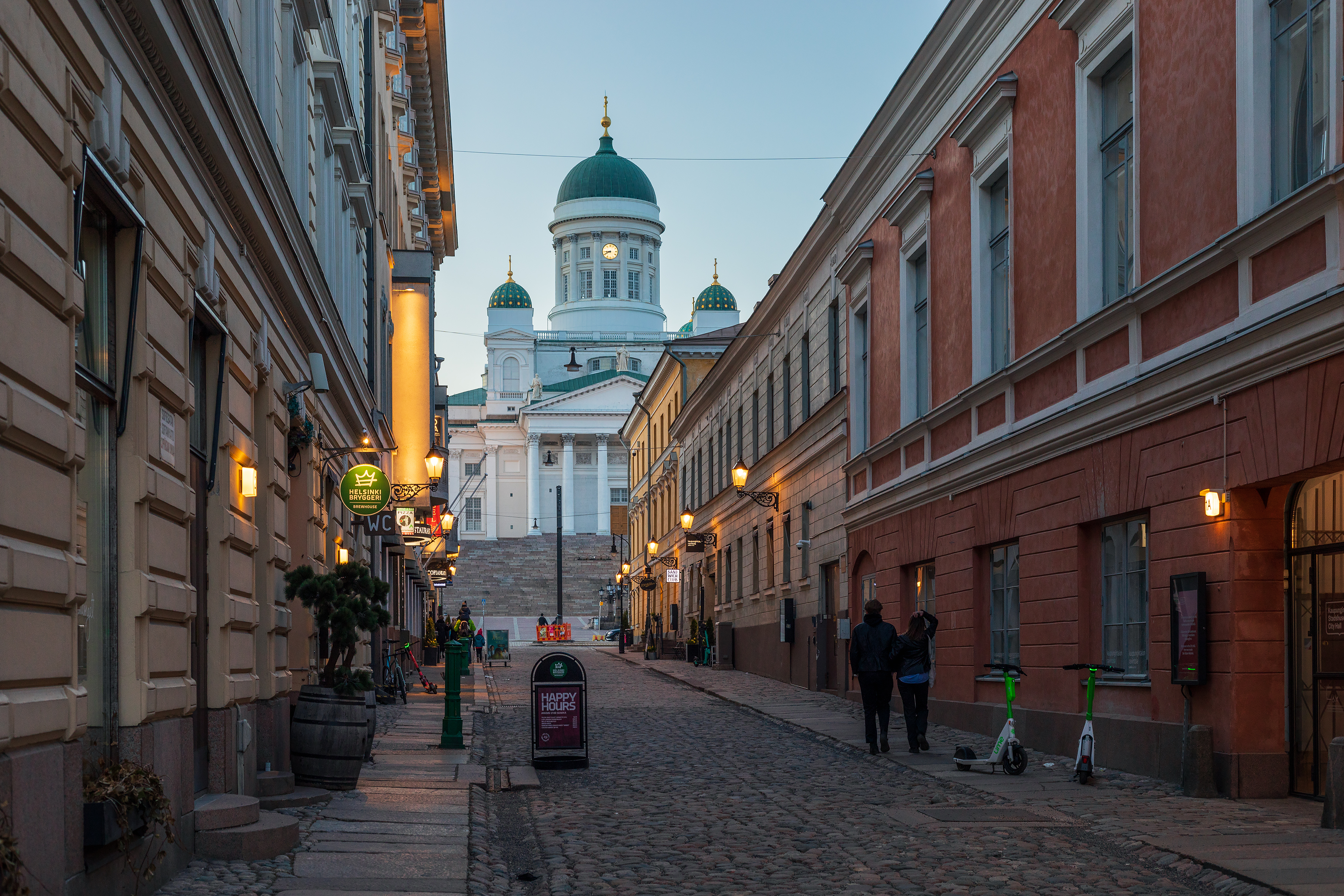
Sofiegatan i april 2022.

Sofiegatan (finska: Sofiankatu) är en gata i Helsingfors historiska centrum. Gatan sträcker sig från Norra Esplanaden vid Salutorget till Alexandersgatan vid Senatstorget. Gatan har fungerat som museigata sedan 1998 och visar gatumiljöer i Helsingfors historia från svenska tiden fram till nutiden. Sofiegatan har uppkallats efter Alexander I:s mor Maria Fjodorovna, född Sofia Dorotea Augusta av Württemberg. Vid gatan ligger bland annat Helsingfors stadsmuseum.